# Wtoraja Liga (Russland)
Die Wtoraja Liga  (russisch Вторая лига ‚2. Liga‘), 2013–2023 Perwenstwo PFL,  1998–2013 2. Division, bis 1997 2. Liga, ist die dritte professionelle russische Fußball-Spielklasse und wird von der russischen Fußball-Liga organisiert. 
Die Liga ist seit der 2023/24 in zwei verschiedene Divisionen aufgeteilt. Die Division A bildet die neue dritthöchste Spielklasse, darunter reiht sich die Division B ein. Zuvor war die Liga geographisch grob in fünf Zonen unterteilt: Westen (nordwestlicher Teil des europäischen Russland), Zentrum (nördlicher/östlicher Teil des europäischen Russland und Sachalin), Süden (südlicher Teil des europäischen Russland), Ural-Powolschje (südlicher Ural und westliches Sibirien) und Ost (der Rest Sibiriens).
Je nach Jahr wechselte die Anzahl der Teams in der Liga, auch schwankte die Anzahl der Teams selbst in der laufenden Saison bisher immer, da stets Clubs vom Spielbetrieb ausgeschlossen worden sind. So startete die Saison 2009 mit 81 Teilnehmern, von denen aber insgesamt sechs während der Saison wegen Verstößen gegen die Regeln der Liga – Nichtantritt zu Auswärtsspielen, keine Gehaltszahlungen oder Schiedsrichterbestechung – ausgeschlossen wurden. Die beiden besten Mannschaften der Division A steigen automatisch in das Perwaja Liga auf, während die Gruppenletzten der Division B in die Amateurliga absteigen und ihren Profistatus verlieren. 1994–1997 gab es unter der damaligen Wtoraja Liga kurzzeitig eine weitere semiprofessionelle Spielstufe, die 3. Liga.
Während die Division A wie die beiden höchsten russischen Spielklassen im jahresübergreifenden Modus spielt, trägt die Division B wie die unterklassigen Regionalmeisterschaften ihre Spielzeiten im Kalenderrhythmus aus. Diese unterschiedlichen Saisonabläufe haben eine komplizierte Auf- und Abstiegsregelung zur Folge.
Die Division A ist eine landesweite Liga, während die Division B in vier Gruppen eingeteilt ist, welche sich grob an den geografischen Gegebenheiten orientiert, Grenzklubs können je nach Teilnehmerfeld der einzelnen Staffeln in verschiedene Staffeln eingeordnet werden, so spielt beispielsweise der FK Strogino Moskau abweichend von den anderen Moskauer Vereinen in Gruppe 3 anstatt Gruppe 2 mit.

## Division A 2025/26
Die Division A ist aufgeteilt in zwei Gruppen mit 10 (Gold-Gruppe) und 8 (Silber-Gruppe) Mannschaften. Eine Saison verläuft in zwei Durchgängen.
Im ersten Durchgang spielt jede Mannschaft zweimal gegen all ihre Gruppengegner. Zum zweiten Durchgang ändert sich die Zusammensetzung der Gruppen. Die sechs besten Mannschaften der Gold-Gruppe verbleiben in der Gruppe und werden um die vier besten Mannschaften der Silber-Gruppe ergänzt. Die vier schlechtesten Mannschaften der Goldgruppe rutschen in die Silber-Gruppe ab.
Die schlechteste Mannschaft der Silber-Gruppe steigt direkt in die Division B ab. Aus der Division B rücken die vier Gruppensieger auf.
Der Vorletzte der Silber-Gruppe ermittelt in einer Relegationsrunde gegen den Neunten der letzten Saison 2024/25 (FK Murom) einen weiteren Absteiger. Dies gilt allerdings nur wenn der FK Murom auf Platz 5 oder 6 landet, falls dies nicht geschieht steigt der Vorletzte ebenfalls direkt in die Division B ab.
| Gold Gruppe – 1. Phase | Silber Gruppe – 1. Phase |
| 10 Vereine | 8 Vereine |
| --- | --- |
| - Alanija Wladikawkas - Veles Moskau - Wolgar Astrachan - FK Dynamo Kirow - Dynamo Moskau II - FK Leningradets - FK Maschuk-KMV Pjatigorsk - Sibir Nowosibirsk - Tekstilschtschik Iwanowo - FK Tjumen | - Awangard Kursk - FK Dynamo Wladiwostok - Irtysch Omsk - FK Kaluga - Kuban Krasnodar - FK Murom - Rodina Moskau II - Torpedo Miass |

Im zweiten Durchgang spielen die Mannschaften, wie bereits im ersten Durchgang, zweimal gegen jeden ihrer Gruppenkontrahenten.
Die zwei besten der Gold-Gruppe steigen schließlich in die zweitklassige Perwaja Liga auf.
Der Drittplatzierte der Gold-Gruppe geht in die Aufstiegsrelegation. Der Gegner in der Relegation wird:
- Der Erste der Gold-Gruppe im ersten Durchgang, vorausgesetzt diese Mannschaft landete in der zweiten Phase nicht unter besten 2 oder den letzten 4; wenn der Drittplatzierte des zweiten Durchgangs im ersten Durchgang Erster wurde, steigt er direkt auf; sonst
- Der Zweite der Gold-Gruppe im ersten Durchgang, vorausgesetzt diese Mannschaft landete in der zweiten Phase nicht unter den besten 2 oder den letzten 4; wenn der Drittplatzierte des zweiten Durchgangs im ersten Durchgang Zweiter wurde, steigt er direkt auf; sonst
- Der Dritte der Gold-Gruppe im ersten Durchgang, vorausgesetzt diese Mannschaft landete in der zweiten Phase nicht unter den besten 2 oder den letzten 4; wenn der Drittplatzierte des zweiten Durchgangs im ersten Durchgang Dritter wurde, steigt er direkt auf.

Die Aufstiegsrelegation wird mit Hin- und Rückspiel ausgetragen. Der Sieger steigt ebenfalls in die Perwaja Liga auf.
Wenn sich keine der besten drei Mannschaften der Gold-Gruppe des ersten Durchgangs unter den oben beschriebenen Bedingungen für die Aufstiegsrelegation qualifiziert entfällt die Relegation und der Dritte des zweiten Durchgangs steigt direkt auf.
Die vier letzten Mannschaften der Gold-Gruppe steigen in die Silber-Gruppe ab, im Gegenzug steigen die vier besten Mannschaften der Silber-Gruppe in die Gold-Gruppe auf. Die beiden letztplatzierten Mannschaften der Silbergruppe qualifizieren sich für die Abstiegsrelegation 2026/27.
Die Auf- und Abstiege zwischen Division A und B finden erst im Winter der Folgesaison statt, also zwischen dem ersten und zweiten Durchgang der Division A. Die Division B trägt, anders als die Division A, ihre Saison nicht im jahresübergreifenden Modus Juli bis Juni aus, sondern im Jahresrhythmus März bis November aus.
| Gold Gruppe – 2. Phase | Silber Gruppe – 2. Phase |
| 10 Vereine             | 10 Vereine               |
| ---------------------- | ------------------------ |
| - noch offen           | - noch offen             |

## Division B 2025
Die Division B wird, anders als die Division A, nicht im jahresübergreifenden Modus von Juli bis Juni, sondern im Kalendermodus von März bis November ausgetragen. Die Liga ist in vier Gruppen nach geographischen Kriterien eingeteilt. Die vier Meister der Gruppen steigen in die Silber-Gruppe der Division A auf.
In allen vier Gruppen spielen die Mannschaften je zweimal gegen jeden ihren Gruppenkontrahenten.
Die letzten beiden Mannschaften jeder Gruppe steigen in die fünftklassige Russische Amateur-Fußballliga ab. Am 30. Mai 2025 wurde der FK Chimki II aus der Liga ausgeschlossen, die bereits ausgetragenen Spiele wurden aus der Wertung genommen.
| Gruppe 1 | Gruppe 2 | Gruppe 3 | Gruppe 4 |
| 14 Vereine | 15 Vereine | 16 Vereine | 14 Vereine |
| --- | --- | --- | --- |
| - FC Rubin Jalta - Dynamo Stawropol - FK Legion Machatschkala - FK Rostow II - FK Sewastopol - FK Astrachan - FK Nart Tscherkessk - Druschba Maikop - Anguscht Nasran - FK Kuban-Holding Pawlowskaja - Spartak Naltschik - FK Pobeda Chassawjurt - Dynamo Machatschkala II - FK Sotschi II | - Spartak Moskau II - Saturn Ramenskoje - FK Irkutsk - Tschertanowo Moskau - Zenit St. Petersburg II - FK Dynamo Wologda - Baltika Kaliningrad II - Torpedo Wladimir - FC Luki-Energiya Welikije Luki - FK Twer - FK Jenissei Krasnojarsk II - FC Zvezda St. Petersburg - FK Kolomna - FK Kosmos Dolgoprudny - FK Tscherepowez | - Dynamo Brjansk - FK Metallurg Lipezk - Dynamo St. Petersburg - Rodina Moskau III - FK Znamya Truda Orechowo-Sujewo - FK Saljut Belgorod - FK Spartak Tambow - FK Chimki II - FK Zenit Pensa - FK Rjasan - FK Orjol - FK Strogino Moskau - Arsenal Tula II - FK SKA-Chabarowsk II - FK Kvant Obninsk - Rotor Wolgograd II | - FK Chimik Dserschinsk - Amkar Perm - Rubin Kasan II - FK Sokol Kasan - FK Volna Nischni Nowgorod Oblast - Krylia Sowetow Samara II - Ural Jekaterinburg II - FK Uralets-TS Nischni Tagil - Dynamo Barnaul - Nosta Nowotroizk - FK Orenburg II - FK Akron Toljatti II - FK Tscheljabinsk II - FK KDV Tomsk |

## Meister
(Ausgeführt ist stets der damalige Name, verlinkt der aktuelle bzw. letzte Name des Clubs)
| Jahr               | Zone 4                           | Zone 1                      | Zone 2                      | Zone 2                           | Zone 3                           | Zone 5                           | Zone 5                       | Zone 5                       | Zone 6                           | Zone 6                           |                      |
| ------------------ | -------------------------------- | --------------------------- | --------------------------- | -------------------------------- | -------------------------------- | -------------------------------- | ---------------------------- | ---------------------------- | -------------------------------- | -------------------------------- | -------------------- |
| 1992               | Baltika Kaliningrad              | Ersu Grosny                 | Awtodor Wladikawkas         | Awtodor Wladikawkas              | Spartak Moskau 2                 | Neftechimik Nischnekamsk         | Neftechimik Nischnekamsk     | Neftechimik Nischnekamsk     | Sarja Leninsk-Kusnezki           | Sarja Leninsk-Kusnezki           |                      |
| Jahr               | Zone 5                           | Zone 1                      | Zone 2                      | Zone 2                           | Zone 4                           | Zone 3                           | Zone 3                       | Zone 6                       | Zone 7                           | Zone 7                           |                      |
| 1993               | Wympel Rybinsk                   | Anschi Machatschkala        | Saljut Belgorod             | Saljut Belgorod                  | Torpedo-MKB Mytischtschi         | Torpedo Arsamas                  | Torpedo Arsamas              | Dewon Oktjabrski             | Angara Angarsk                   | Angara Angarsk                   |                      |
| Jahr               | West                             | West                        | West                        | West                             | Zentrum                          | Zentrum                          | Zentrum                      | Zentrum                      | Sibirien                         | Ferner Osten                     |                      |
| 1994               | Fakel Woronesch                  | Fakel Woronesch             | Fakel Woronesch             | Fakel Woronesch                  | Torpedo Wolschski                | Torpedo Wolschski                | Torpedo Wolschski            | Torpedo Wolschski            | Tschkalowez Nowosibirsk          | Dynamo Jakutsk                   |                      |
| Jahr               | West                             | West                        | West                        | West                             | Zentrum                          | Zentrum                          | Zentrum                      | Zentrum                      | Ost                              | Ost                              |                      |
| 1995               | Spartak Naltschik                | Spartak Naltschik           | Spartak Naltschik           | Spartak Naltschik                | Gasowik-Gasprom Ischewsk         | Gasowik-Gasprom Ischewsk         | Gasowik-Gasprom Ischewsk     | Gasowik-Gasprom Ischewsk     | Metallurg Krasnojarsk            | Metallurg Krasnojarsk            |                      |
| 1996               | Metallurg Lipezk                 | Metallurg Lipezk            | Metallurg Lipezk            | Metallurg Lipezk                 | Lada Dimitrowgrad                | Lada Dimitrowgrad                | Lada Dimitrowgrad            | Lada Dimitrowgrad            | Irtysch Omsk                     | Irtysch Omsk                     |                      |
| 1997               | Arsenal Tula                     | Arsenal Tula                | Arsenal Tula                | Arsenal Tula                     | Rubin Kasan                      | Rubin Kasan                      | Rubin Kasan                  | Rubin Kasan                  | Tom Tomsk                        | Tom Tomsk                        |                      |
| Jahr               | West                             | Süd                         | Süd                         | Zentrum                          | Zentrum                          | Zentrum                          | Wolga                        | Ural                         | Ost                              | Ost                              |                      |
| 1998               | Torpedo-SIL Moskau               | Wolgar-Gazprom Astrachan    | Wolgar-Gazprom Astrachan    | Spartak-Orechowo Orechowo-Sujewo | Spartak-Orechowo Orechowo-Sujewo | Spartak-Orechowo Orechowo-Sujewo | Torpedo Nischni Nowgorod     | Amkar Perm                   | Metallurg Krasnojarsk            | Metallurg Krasnojarsk            |                      |
| 1999               | Awtomobilist Noginsk             | Kuban Krasnodar             | Kuban Krasnodar             | Spartak-Tschukotka Moskau        | Spartak-Tschukotka Moskau        | Spartak-Tschukotka Moskau        | Lada Toljatti                | Nosta Nowotroizk             | Metallurg Nowokusnezk            | Metallurg Nowokusnezk            |                      |
| 2000               | Sewerstal Tscherepowez           | Kuban Krasnodar             | Kuban Krasnodar             | FK Chimki                        | FK Chimki                        | FK Chimki                        | Swetotechnika Saransk        | Neftechimik Nischnekamsk     | Metallurg Nowokusnezk            | Metallurg Nowokusnezk            |                      |
| 2001               | FK Dynamo Sankt Petersburg       | SKA Rostow                  | SKA Rostow                  | Metallurg Lipezk                 | Metallurg Lipezk                 | Metallurg Lipezk                 | Swetotechnika Saransk        | Uralmasch Jekaterinburg      | SKA-Energija Chabarowsk          | SKA-Energija Chabarowsk          |                      |
| 2002               | Baltika Kaliningrad              | Terek Grosny                | Terek Grosny                | Metallurg Lipezk                 | Metallurg Lipezk                 | Metallurg Lipezk                 | Swetotechnika Saransk        | Uralmasch Jekaterinburg      | Metallurg-Sapsib Nowokusnezk     | Metallurg-Sapsib Nowokusnezk     |                      |
| Jahr               | West                             | Süd                         | Süd                         | Zentrum                          | Zentrum                          | Zentrum                          | Ural-Wolga                   | Ural-Wolga                   | Osten                            | Osten                            |                      |
| 2003               | Arsenal Tula                     | Dynamo Machatschkala        | Dynamo Machatschkala        | FK Orjol                         | FK Orjol                         | FK Orjol                         | Kamas Nabereschnyje Tschelny | Kamas Nabereschnyje Tschelny | Lutsch-Energija Wladiwostok      | Lutsch-Energija Wladiwostok      |                      |
| 2004               | Torpedo Wladimir                 | Dynamo Stawropol            | Dynamo Stawropol            | Fakel Woronesch                  | Fakel Woronesch                  | Fakel Woronesch                  | Ural Jekaterinburg           | Ural Jekaterinburg           | Tschkalowez-1936 Nowosibirsk     | Tschkalowez-1936 Nowosibirsk     |                      |
| 2005               | Baltika Kaliningrad              | Anguscht Nasran             | Anguscht Nasran             | Saljut-Energija Belgorod         | Saljut-Energija Belgorod         | Saljut-Energija Belgorod         | Sodowik Sterlitamak          | Sodowik Sterlitamak          | Metallurg Krasnojarsk            | Metallurg Krasnojarsk            |                      |
| 2006               | Tekstilschtschik-Telekom Iwanowo | Spartak Wladikawkas         | Spartak Wladikawkas         | Spartak-MSK Rjasan               | Spartak-MSK Rjasan               | Spartak-MSK Rjasan               | Nosta Nowotroizk             | Nosta Nowotroizk             | Swesda Irkutsk                   | Swesda Irkutsk                   |                      |
| 2007               | Sportakademklub Moskau           | Tschernomorez Noworossijsk  | Tschernomorez Noworossijsk  | Witjas Podolsk                   | Witjas Podolsk                   | Witjas Podolsk                   | Wolga Uljanowsk              | Wolga Uljanowsk              | Dynamo Barnaul                   | Dynamo Barnaul                   |                      |
| 2008               | FK MWD Rossii Moskau             | Wolgar-Gasprom-2 Astrachan  | Wolgar-Gasprom-2 Astrachan  | Metallurg Lipezk                 | Metallurg Lipezk                 | Metallurg Lipezk                 | FK Nischni Nowgorod          | FK Nischni Nowgorod          | FK Tschita                       | FK Tschita                       |                      |
| 2009               | FK Dynamo Sankt Petersburg       | Schemtschuschina Sotschi    | Schemtschuschina Sotschi    | Awangard Kursk                   | Awangard Kursk                   | Awangard Kursk                   | Mordowija Saransk            | Mordowija Saransk            | Irtysch Omsk                     | Irtysch Omsk                     |                      |
| 2010               | Torpedo Wladimir                 | Torpedo Moskau              | Torpedo Moskau              | Tschernomorez Noworossijsk       | Tschernomorez Noworossijsk       | Tschernomorez Noworossijsk       | Gasowik Orenburg             | Gasowik Orenburg             | Metallurg-Jenissei Krasnojarsk   | Metallurg-Jenissei Krasnojarsk   |                      |
| 2011/12            | Petrotrest Sankt Petersburg      | Saljut Belgorod             | Saljut Belgorod             | Rotor Wolgograd                  | Rotor Wolgograd                  | Rotor Wolgograd                  | Neftechimik Nischnekamsk     | Neftechimik Nischnekamsk     | FK Metallurg-Kuzbass Nowokusnezk | FK Metallurg-Kuzbass Nowokusnezk |                      |
| 2012/13            | Chimik Dserschinsk               | Anguscht Nasran             | Anguscht Nasran             | Arsenal Tula                     | Arsenal Tula                     | Arsenal Tula                     | Gasowik Orenburg             | Gasowik Orenburg             | Lutsch-Energija Wladiwostok      | Lutsch-Energija Wladiwostok      |                      |
| 2013/14            | FK Tosno                         | Wolgar Astrachan            | Wolgar Astrachan            | PFK Sokol Saratow                | PFK Sokol Saratow                | PFK Sokol Saratow                | FK Tjumen                    | FK Tjumen                    | Sachalin Juschno-Sachalinsk      | Sachalin Juschno-Sachalinsk      |                      |
| 2014/15            | Spartak Moskau 2                 | Torpedo Armawir             | Torpedo Armawir             | Fakel Woronesch                  | Fakel Woronesch                  | Fakel Woronesch                  | Kamas Nabereschnyje Tschelny | Kamas Nabereschnyje Tschelny | Baikal Irkutsk                   | Baikal Irkutsk                   |                      |
| 2015/16            | FK Chimki                        | Spartak Naltschik           | Spartak Naltschik           | FK Tambow                        | FK Tambow                        | FK Tambow                        | Neftechimik Nischnekamsk     | Neftechimik Nischnekamsk     | Smena Komsomolsk-na-Amure        | Smena Komsomolsk-na-Amure        |                      |
| 2016/17            | FK Dynamo Sankt Petersburg       | Rotor Wolgograd             | Rotor Wolgograd             | Awangard Kursk                   | Awangard Kursk                   | Awangard Kursk                   | Olimpijez Nischni Nowgorod   | Olimpijez Nischni Nowgorod   | FK Tschita                       | FK Tschita                       |                      |
| 2017/18            | Tschertanowo Moskau              | FK Armawir                  | FK Armawir                  | Ararat Moskau                    | Ararat Moskau                    | Ararat Moskau                    | Mordowija Saransk            | Mordowija Saransk            | Sachalin Juschno-Sachalinsk      | Sachalin Juschno-Sachalinsk      |                      |
| 2018/19            | Tekstilschtschik Iwanowo         | Tschaika Pestschanokopskoje | Tschaika Pestschanokopskoje | Torpedo Moskau                   | Torpedo Moskau                   | Torpedo Moskau                   | Neftechimik Nischnekamsk     | Neftechimik Nischnekamsk     | Irtysch Omsk                     | Irtysch Omsk                     |                      |
| 2019/20            | Weles Moskau                     | Wolgar Astrachan            | Wolgar Astrachan            | Dynamo Brjansk                   | Dynamo Brjansk                   | Dynamo Brjansk                   | Akron Toljatti               | Akron Toljatti               | Irtysch Omsk                     | Irtysch Omsk                     |                      |
| Jahr               | Gruppe 1                         | Gruppe 2                    | Gruppe 2                    | Gruppe 3                         | Gruppe 3                         | Gruppe 3                         | Gruppe 4                     | Gruppe 4                     | Gruppe 4                         | Gruppe 4                         |                      |
| 2020/21            | FK Kuban Krasnodar               | FK Olimp-Dolgoprudny        | FK Olimp-Dolgoprudny        | FK Metallurg Lipezk              | FK Metallurg Lipezk              | FK Metallurg Lipezk              | Kamas Nabereschnyje Tschelny | Kamas Nabereschnyje Tschelny | Kamas Nabereschnyje Tschelny     | Kamas Nabereschnyje Tschelny     |                      |
| 2021/22            | Schinnik Jaroslawl               | Dynamo Machatschkala        | Dynamo Machatschkala        | Rodina Moskau                    | Rodina Moskau                    | Rodina Moskau                    | Wolga Uljanowsk              | Wolga Uljanowsk              | Wolga Uljanowsk                  | Wolga Uljanowsk                  |                      |
| 2022/23            | Tschernomorez Noworossijsk       | FK Leningradez              | FK Leningradez              | PFK Sokol Saratow                | PFK Sokol Saratow                | PFK Sokol Saratow                | FK Tjumen                    | FK Tjumen                    | FK Tjumen                        | FK Tjumen                        |                      |
| Jahr               | Division A                       | Division A                  | Division A                  | Division B, Gruppe 1             | Division B, Gruppe 1             | Division B, Gruppe 2             | Division B, Gruppe 2         | Division B, Gruppe 3         | Division B, Gruppe 3             | Division B, Gruppe 4             | Division B, Gruppe 4 |
| A: 2023/24 B: 2023 | FK Ufa                           | FK Ufa                      | FK Ufa                      | FK Maschuk-KMV Pjatigorsk        | FK Maschuk-KMV Pjatigorsk        | FK Chimik Dserschinsk            | FK Chimik Dserschinsk        | FK Kaluga                    | FK Kaluga                        | Torpedo Miass                    | Torpedo Miass        |
| A: 2024/25 B: 2024 | Spartak Kostroma                 | Spartak Kostroma            | Spartak Kostroma            | FK Forte Taganrog                | FK Forte Taganrog                | Dynamo Moskau II                 | Dynamo Moskau II             | FK Dynamo Wladiwostok        | FK Dynamo Wladiwostok            | FK Dynamo Kirow                  | FK Dynamo Kirow      |
| A: 2025/26 B: 2025 |                                  |                             |                             |                                  |                                  |                                  |                              |                              |                                  |                                  |                      |